# SwordMaster
SwordMaster — szwedzka grupa muzyczna wykonująca muzykę black metalową. Grupa działała w latach 1993-2000. Część muzyków po rozpadzie grupy przeszła do Deathstars.

## Skład zespołu
- Emil "Nightmare Industries" Nödtveidt (gitara elektryczna, 1993-2000)
- Andreas "Whiplasher" Bergh (wokal, 1993-2000)
- Kenneth "Thunderbolt" Gagner (gitara basowa, 1995-2000)
- Nicklas "Terror" Rudolfsson (perkusja, 1995-2000)
- Erik "Beast X Electric" Halvorsen (gitara rytmiczna, 1998-2000)

## Dyskografia

### LP
- Postmortem Tales (1997)
- Moribund Transgoria (1999)

### Dema
- Blackened Might (1994)
- Studio Rehearshal (1994)
- Promo Tape 3 (1995)

### EPki
- Wraths of Time (1995)
- Deathraider (1998)

### Komplikacje
- Blood Must Be Shed / Wraths of Time (1996)